# Coming 2 you
「Coming 2 you」（カミング・トゥー・ユー）は、日本のR&BグループのSkoop On Somebodyが2023年4月12日にリリースした8曲目の配信限定シングル。

## 概要
タイトルは彼らが定期的に行っているツアー名から採られた。

## 収録曲
1. Coming 2 you
  - 作詞・作曲・編曲：S.O.S.